# Ducati Corse
Ducati Corse ist die Motorradsport-Abteilung Ducatis.
Ducati Corse ist 2023 in der MotoGP-Klasse der Motorrad-Weltmeisterschaft sowie in der Superbike- und Supersport-Weltmeisterschaft aktiv. Die aktuellen Fahrer im Werksteam Ducati Lenovo Team in der Motorrad-WM sind Francesco Bagnaia und Marc Márquez. In der Superbike-WM treten Nicolò Bulega und Álvaro Bautista als Aruba.it an. Philipp Öttl geht in der Supersport-WM für Ducati Corse unter dem Namen Feel Racing an den Start. Der offizielle Testfahrer von Ducati Corse ist Michele Pirro.
Seit 2003 ist Ducati durchgehend in der Motorrad-Weltmeisterschaft aktiv. In der Superbike-WM hingegen fehlte Ducati Corse zwischen 2011 und 2013, dennoch traten einige Teams mit Ducati-Material, so beispielsweise das Althea-Team, an.

## Erfolge

### MotoGP-Weltmeister
- 2007 –  Casey Stoner
- 2022 –  Francesco Bagnaia
- 2023 –  Francesco Bagnaia

### Superbike-Weltmeister
- 1999 –  Carl Fogarty
- 2001 –  Troy Bayliss
- 2003 –  Neil Hodgson
- 2004 –  James Toseland
- 2006 –  Troy Bayliss
- 2008 –  Troy Bayliss
- 2022 –  Álvaro Bautista
- 2023 –  Álvaro Bautista

### Supersport-Weltmeister
- 2023 –  Nicolò Bulega
- 2024 –  Adrián Huertas